# Vila Pouca de Aguiar (freguesia)
Vila Pouca de Aguiar es una freguesia portuguesa del concelho de Vila Pouca de Aguiar, con 22,70 km² de superficie y 3.456 habitantes (2001). Su densidad de población es de 152,2 hab/km².